# ایدئولوژی پانک

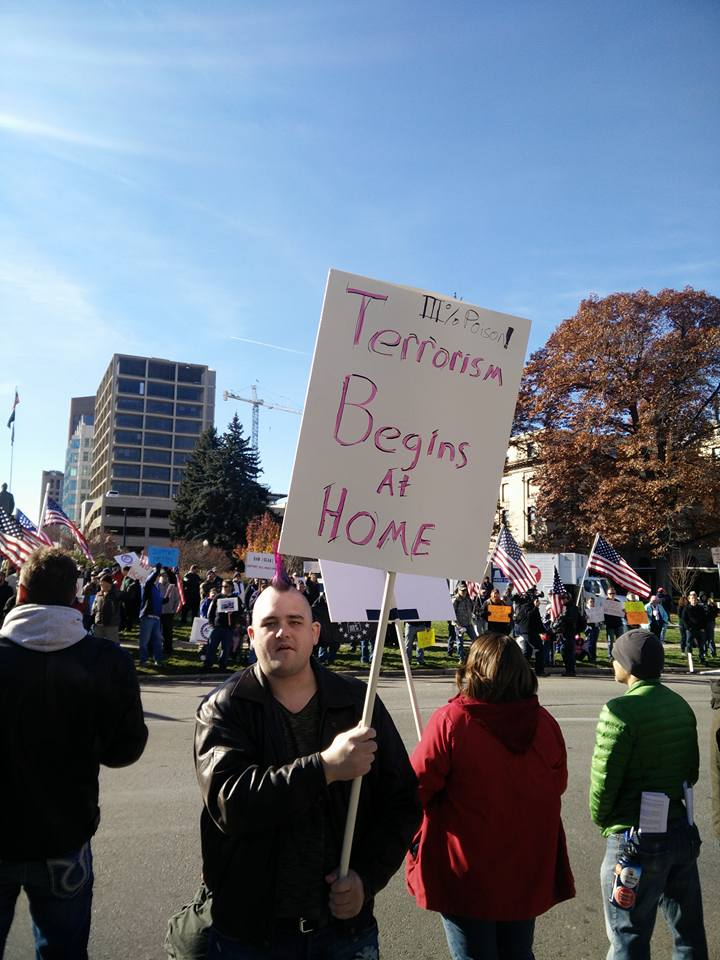
ایدئولوژی پانک

ایدئولوژی‌های پانک، گروهی از اعتقادات سیاسی و اجتماعی متنوع را در قالبِ فرهنگ پانک شامل می‌شود. در واقع، فرهنگ پانک علاقه‌مند به مفاهیمی چون ضد قدرت طلبی، فردگرایی، آنارشیسم و ‌اعتراض بوده‌است. ایدئولوژی‌های پانک به‌طور معمول در موسیقی پانک راک، ادبیات پانک، هنر و نوع لباس پوشیدن پانک خلاصه می‌شود. بخش کمی از پانک‌ها در برخی از فعالیت‌ها به‌طور مستقیم دخیل هستند، مانند مخالفت کردن، بایکوت کردن و ویرانگری.
مد پانک اغلب به قصد بیان طرز تفکرات فردی متفاوت نسبت به عموم با کمک رنگ‌های شاد ولی با ترکیبی خشن استفاده میشود. مد پانک عموما نمیتواند نشانگر پرخاشگری، سرکشی و فردگرایی باشد، اما برخی از پانک‌ها نوع لباس پوشیدن و خالکوبی آن‌ها به نحوی است که بیانگر برخی شعارهای سیاسی، اجتماعی و انتقادی می‌باشد. بسیاری از پانک‌ها لباس‌های دست دوم استفاده می‌کنند و باین ترتیب مخالفت خود را با مصرفگرایی به نمایش می‌گذارند.
یکی از گرایش‌های مشترک بین پانک‌ها، دل کندن از هرگونه تعلقات فردی است در تغییر زندگی و رسیدن به قدرت و موقعیت.
چونکه عقاید ضد کاپیتالیسم و ضد سکون بخش مهمی از فرهنگ پانک را شامل می‌شود، گروه‌های توزیع‌کننده این فرهنگ رو به گسترش‌اند. برخی از گروه‌ها از این فرهنگ مستقل جدا شده و به بحث سیستمی بودن رو آورده‌اند. آرمان DIY یا Do it yourself (خودت انجام بده) چشم‌انداز مشترک پانک می‌باشد این آرمان به ویژه در موسیقی نمود بسیار دارد.

## ایدئولوژی‌های ویژه
ایدئولوژی سیاسی اغلب در فرهنگ پانک در آشوب‌گری خلاصه می‌شود، و پانک اغلب با دیگر ایدئولوژی‌های چپ گرا مانند سوسیالیسم و سوسییال لیبرال همگرایی دارد. برخی پانک‌ها، به ویژه Anarcho-punk ها، در عین حال که گرایشات چپ دارند به سمت گرایشات راست نیز متمایل هستند. دو ایدئولوژی غیر چپگرا در فرهنگ پانک، محافظه کاری و نئو نازیسم می‌باشد. ایدئولوژی‌ها و مذاهب که در فرهنگ پانک حضور دارند عبارتند از: آتیسم (انکار وجود خدا)، لاادری (اشاره دارد باین که تنها عقل بشری در زمینه زندگی وی کفایت می‌کند)، مسیحیت، اسلام، رستفاریسم (آئینی خاص در جامائیکا) و پرستندگان کریشنا (خدای هندو)

## غیر سیاسی
برخی از پانک‌ها معتقد به غیرسیاسی بودن هستند، مانند گروه Charged GBH و G.G.Allin اگرچه برخی ایده‌های سیاسی-اجتماعی در اشعار موسیقی دانان آن‌ها به چشم می‌خورد. گروه Charged GBH آهنگی در ارتباط با مسائل اجتماعی با موضوع ضد جنگ دارد همچون Wardogs و No Survivors .G.G.Allin در آهنگ Violence Now خود، در ارتباط با قتل رئیس جمهور آمریکا و نابود کردن سیستم سیاسی جاری خوانده است. زیرشاخه‌هایی از پانک که به‌طور معمول غیر سیاسی هستند عبارتند از: glam punk, psychobilly, horror punk, punk pathetique, deathrock, pop punk و New Wave.

## پوچگرایی
تمرکز پیرامون اعتقاد به پوچی زندگی و بی‌ارزش بودن آن، در برخی protopunk و پانک راک اخیر به چشم می‌خورد. پانک‌های قابل اشاره در این زمینه عبارتند از: Johnny Rotten, Iggy Pop, Sid Vicious و Richard Hell.
استریت اج
Straight edge، که در پانک آمریکا شکل گرفته، فرهنگی است که در آن هیچ گونه گرایشی به الکل، تنباکو و داروهای روان گردان وجود ندارد. افراد معتقد به این شاخه از مصرف کوکائین، سکس اتفاقی و گوشت پرهیز می‌کنند و اغلب در حال گذر از پانک هستند. به افرادی که در این زمینه می‌توان اشاره کرد عبارتند از: تیم مک ایلریف، Lan MacKaye و Justin Sane اشاره کرد.

## چپگرا
گروه‌های چپ گرا مانند آنتی فلگ از جمله گرایشات چپ دارند که بیشتر با نام آنتیفا یا همان آنتی فاشیست شناخته می شوند. یکی از معروف ترین این گروه ها کرَس (crass) می‌باشد

## آشوبگری
Anarcho-punk
بسیاری از پانک‌ها که از آشوبگری حمایت می‌کنند به anarcho-punk مشهورند. از مشهورترین آن‌ها می‌توان به: Tom Gabel, Steve Ignorant, Penny Rimbaud, Eve Libertine, Gee Vaucher, Colin Jerwood, and Dave Dictor. اشاره کرد.

## لیبرالیسم
لیبرال پانک‌ها از ابتدا در فرهنگ پانک حضور داشته اند که اغلب جزو لیبرال‌های چپ محسوب می‌شوند. از مشهورترین آن‌ها می‌توان به: Joey Ramone, Fat Mike, Ted Leo, Crashdog, Hoxton Tom McCourt, Justin Sane, Billie Joe Armstrong, and Tim McIlrath اشاره کرد.

## سوسیالیسم و موقعیت گرایی
Clash اولین گروه پانک راک سیاسی بود که سوسیالیسم را وارد چشم‌انداز پانک نمود. بسیاری از پانک سوسیالیست‌ها در دسته اصلی کارگران و سوسیال دموکرات‌ها قرار گرفته و در واقع متعلق به کمونیسم‌های چپگرا و مارکسیست‌های طرفدار استقلال می‌باشند. کمونیسم همچون حس زیبایی شناختی، یکی از عقاید برتر در فرهنگ پانک محسوب می‌شود. برخی از مشهورترین پانک سوسیالیست‌ها عبارتند از: Attila the Stockbroker, Billy Bragg, Bruce La Bruce, Garry Bushell (until the late 1980s), Chris Dean, Gary Floyd, Jack Grisham, Stewart Home, Dennis Lyxzén, Thomas Mensforth, Fermin Muguruza, Alberto Pla, Tom Robinson, Justin Sane, Seething Wells, Paul Simmonds, John Sinclair, Joe Strummer, Ian Svenonius, Mark Steel and Paul Weller
موقعیت‌گرایی بین‌المللی به گفته برخی یکی از ابتدایی‌ترین اعتقادات در فرهنگ پانک در بریتانیا محسوب می‌شود. این نوع از متد پانک در دهه۶۰ آغاز بکار کرد، این فرقه یک حرکت آوانگارد سیاسی بود که تلاش برای بازپس‌گیری ایده‌های سورئال هنری و استفاده از آن‌ها برای ساخت موقعیت‌های رادیکال اجتماعی را آغاز کرد.Malcolm Mclaren ایده‌های یک فرد موقعیت‌گرا در پانک را در خلال مدیریت خود بر گروه Sex Pistols به نمایش گذارد.Vivienne Westwood پارتنر McLaren و طراح و استایلیست گروه، ایده‌های موقعیت‌گرایی را در مد وارد نمود که خشم عمومیرا در آن زمان برانگیخت.
راستگرایی
محافظه‌گرایی
تعداد کمی از پانک‌ها محافظه‌کار هستند، تعدادی از مشهورترین آن‌ها عبارتند از: Michale Graves, Johnny Ramone, Lee Ving, Joe Escalante, Bobby Steele and Dave Smalley.
پانک‌های Neo-Nazi دارای دیدگاه‌های محافظه‌گرایانه هستند، ایدئولوژی نژاد سفید که به‌طور کامل در ارتباط با رنگ پوست افراد می‌باشد.Lan Stuart Donaldson و گروه Skrewdriver به نشر موسیقی راک سفیدها تلاش کردند که اغلب با عنوان راک علیه کمونیسم خوانده می‌شود.